# Comuna Bălăușeri, Mureș
Bălăușeri (în maghiară: Balavásár, în germană: Bladenmarkt) este o comună în județul Mureș, Transilvania, România, formată din satele Agrișteu, Bălăușeri (reședința), Chendu, Dumitreni, Filitelnic și Senereuș.

## Demografie
Componența etnică a comunei Bălăușeri
     Maghiari (61,21%)
     Români (21,7%)
     Romi (13,27%)
     Alte etnii (0,23%)
     Necunoscută (3,59%)
Componența confesională a comunei Bălăușeri
     Reformați (48,72%)
     Ortodocși (29,2%)
     Romano-catolici (11,01%)
     Penticostali (3,28%)
     Fără religie (1,44%)
     Alte religii (2,62%)
     Necunoscută (3,73%)
Conform recensământului efectuat în 2021, populația comunei Bălăușeri se ridică la 4.852 de locuitori, în scădere față de recensământul anterior din 2011, când fuseseră înregistrați 4.889 de locuitori. Majoritatea locuitorilor sunt maghiari (61,21%), cu minorități de români (21,7%) și romi (13,27%), iar pentru 3,59% nu se cunoaște apartenența etnică. Din punct de vedere confesional, cei mai mulți locuitori sunt reformați (48,72%), cu minorități de ortodocși (29,2%), romano-catolici (11,01%), penticostali (3,28%) și fără religie (1,44%), iar pentru 3,73% nu se cunoaște apartenența confesională.

## Politică și administrație
Comuna Bălăușeri este administrată de un primar și un consiliu local compus din 13 consilieri. Primarul, András-Adorján Varga[*], de la Uniunea Democrată Maghiară din România, este în funcție din octombrie 2020. Începând cu alegerile locale din 2024, consiliul local are următoarea componență pe partide politice:
|  | Partid                                 | Consilieri | Componența Consiliului | Componența Consiliului | Componența Consiliului | Componența Consiliului | Componența Consiliului | Componența Consiliului | Componența Consiliului | Componența Consiliului | Componența Consiliului | Componența Consiliului |
|  | -------------------------------------- | ---------- | ---------------------- | ---------------------- | ---------------------- | ---------------------- | ---------------------- | ---------------------- | ---------------------- | ---------------------- | ---------------------- | ---------------------- |
|  | Uniunea Democrată Maghiară din România | 10         |                        |                        |                        |                        |                        |                        |                        |                        |                        |                        |
|  | Partidul Național Liberal              | 3          |                        |                        |                        |                        |                        |                        |                        |                        |                        |                        |

## Vezi și
- Biserica fortificată din Senereuș
- Biserica evanghelică fortificată din Filitelnic
- Biserica reformată din Agrișteu
- Biserica romano-catolică din Dumitreni
- Castelul din Chendu
- Biserica reformată din Chendu Mic
- Pădurile de stejar pufos de pe Târnava Mare (sit de importanță comunitară inclus în rețeaua europeană Natura 2000 în România).
- Dealurile Târnavelor și Valea Nirajului
- Râul Târnava Mică (sit de importanță comunitară)

## Imagini

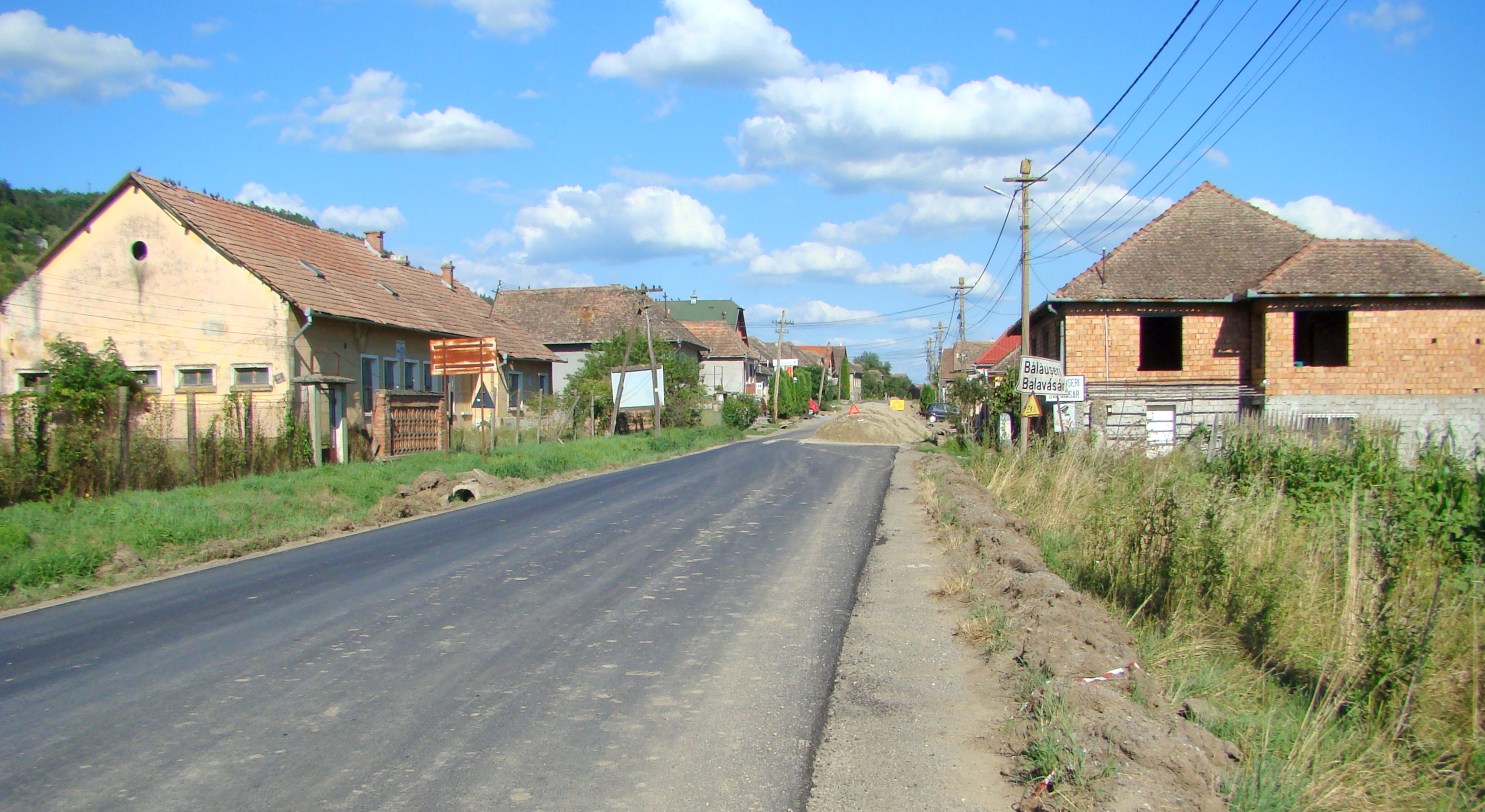
Bălăușeri
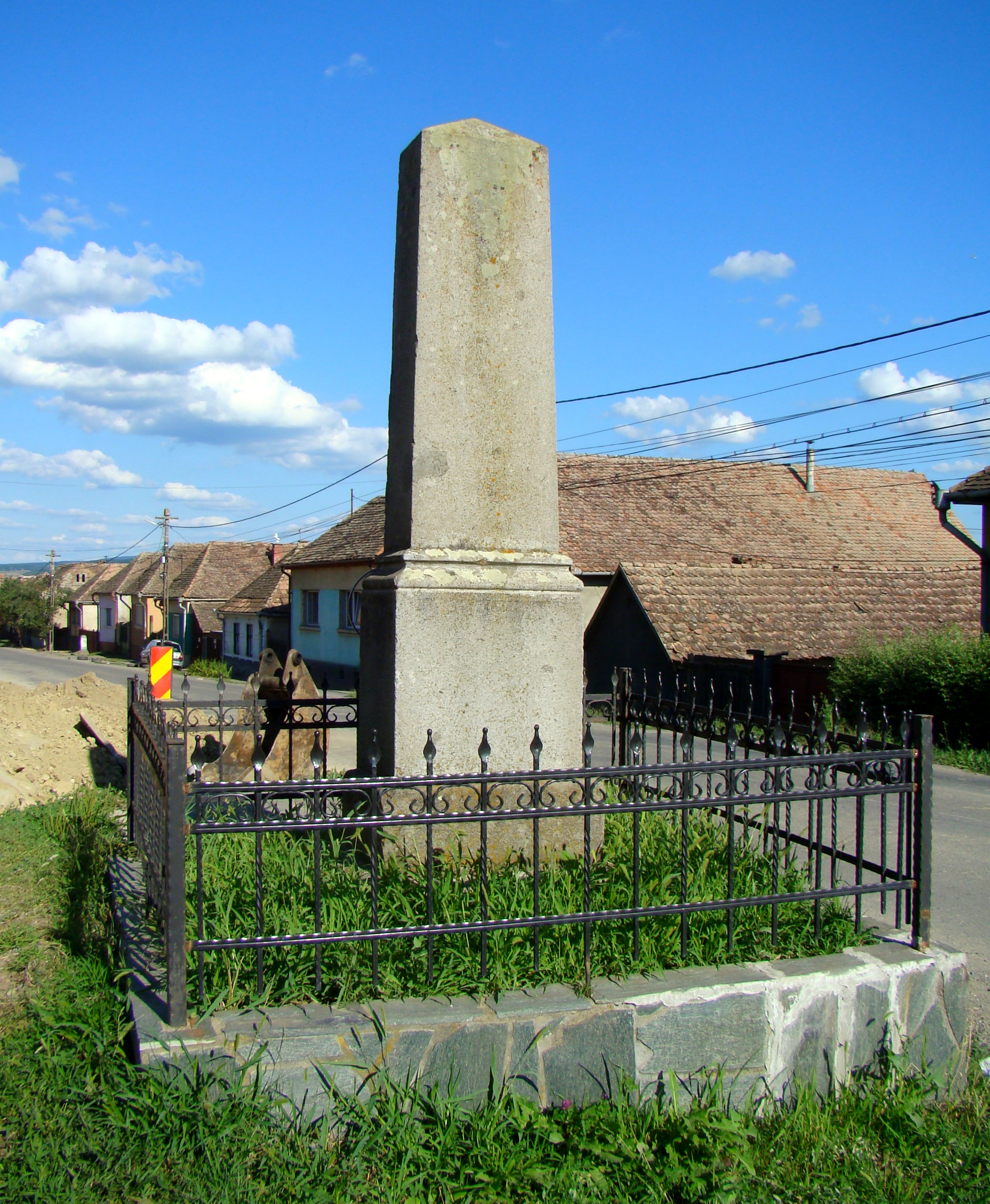
Bălăușeri
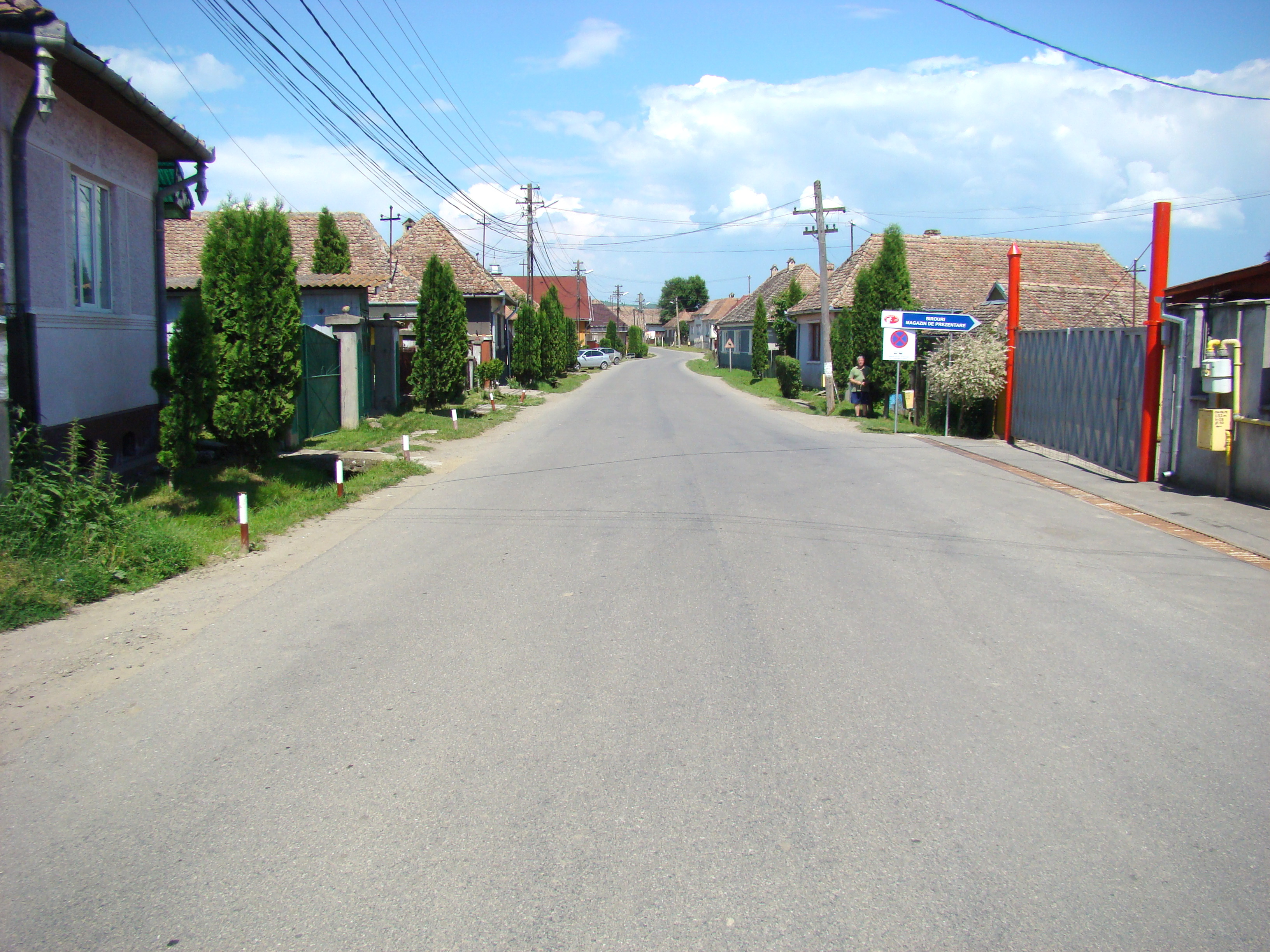
Satul Agrișteu
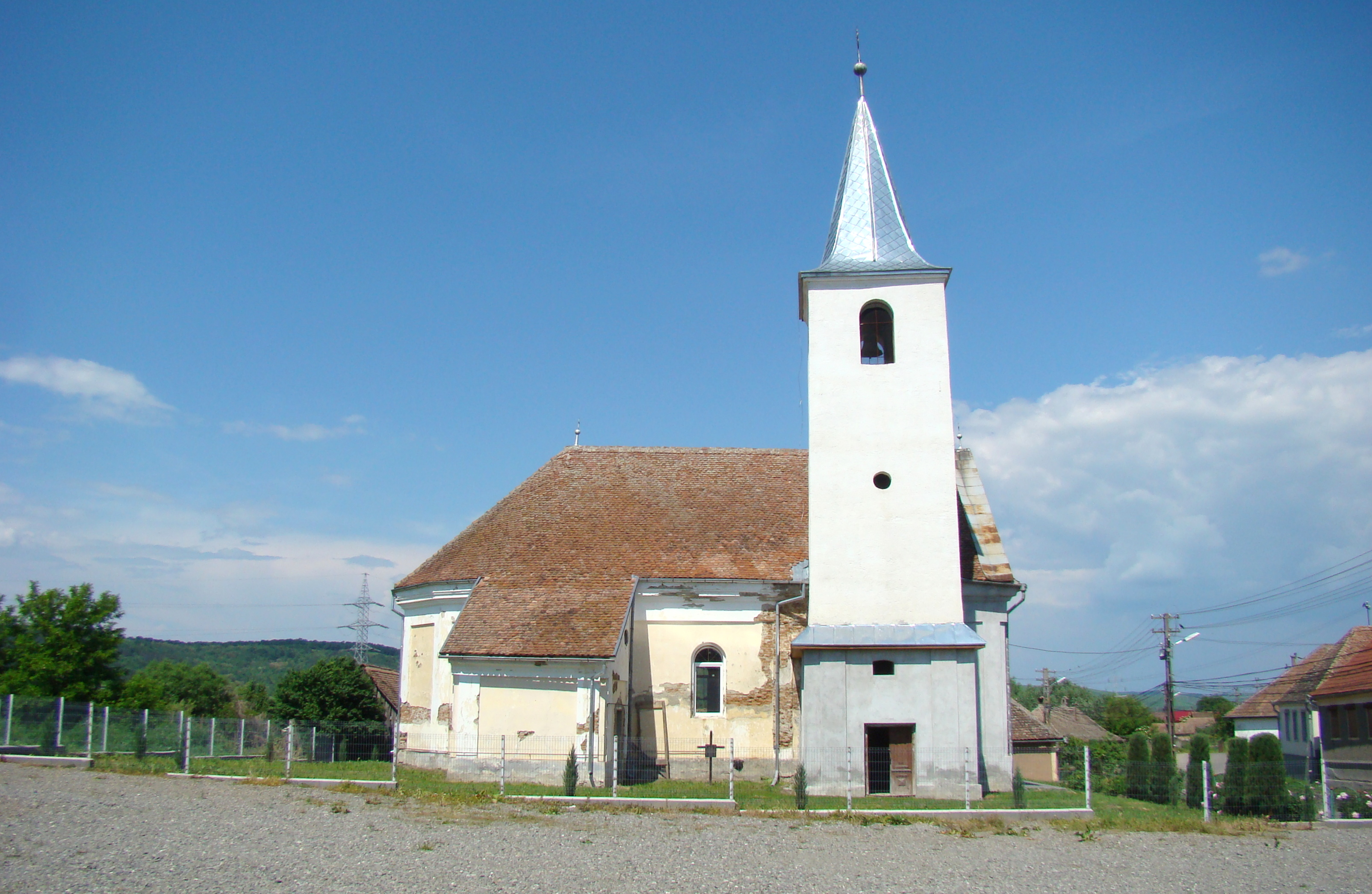
Biserica romano-catolică din satul Agrișteu
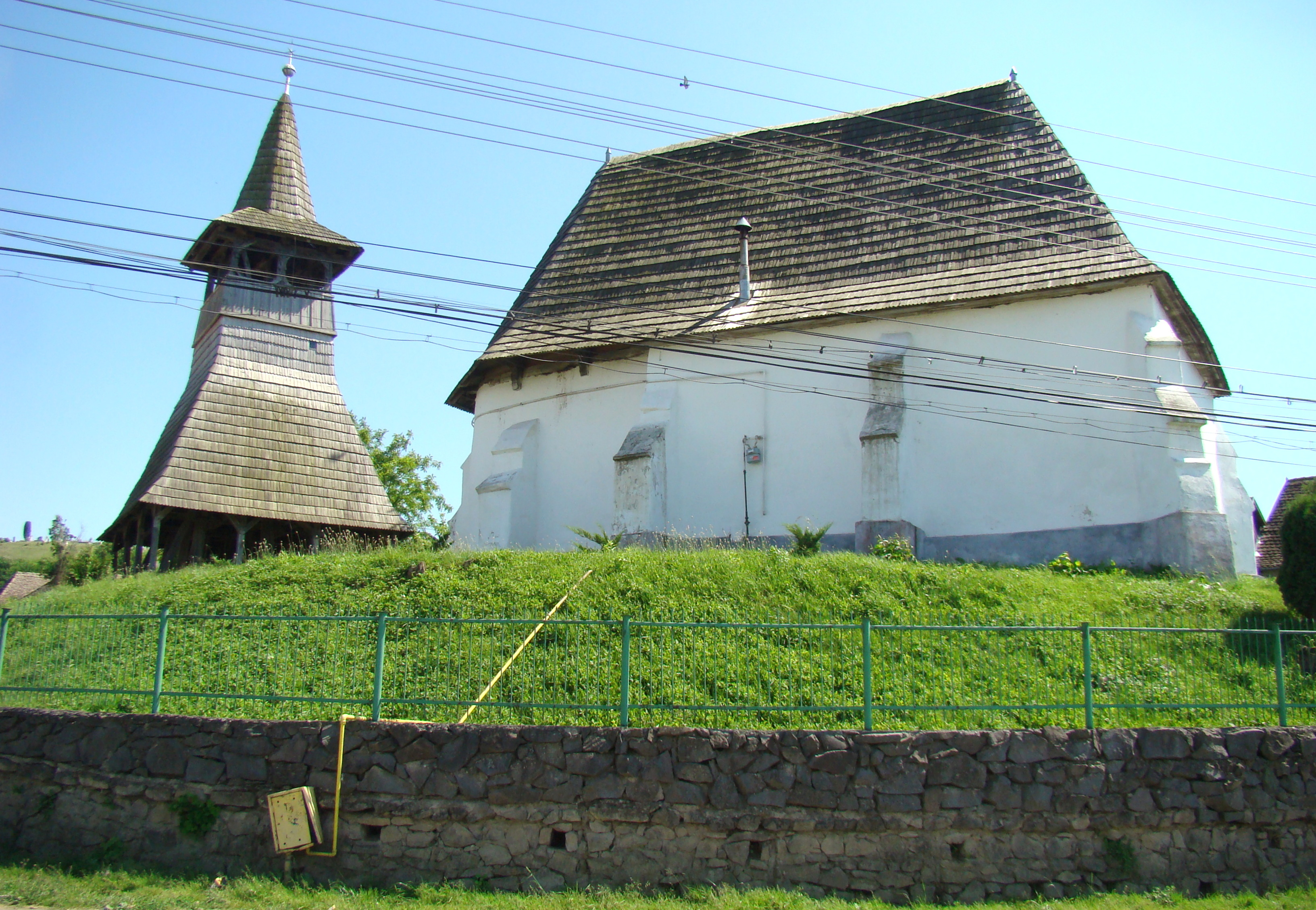
Biserica reformată din satul Agrișteu (monument istoric)
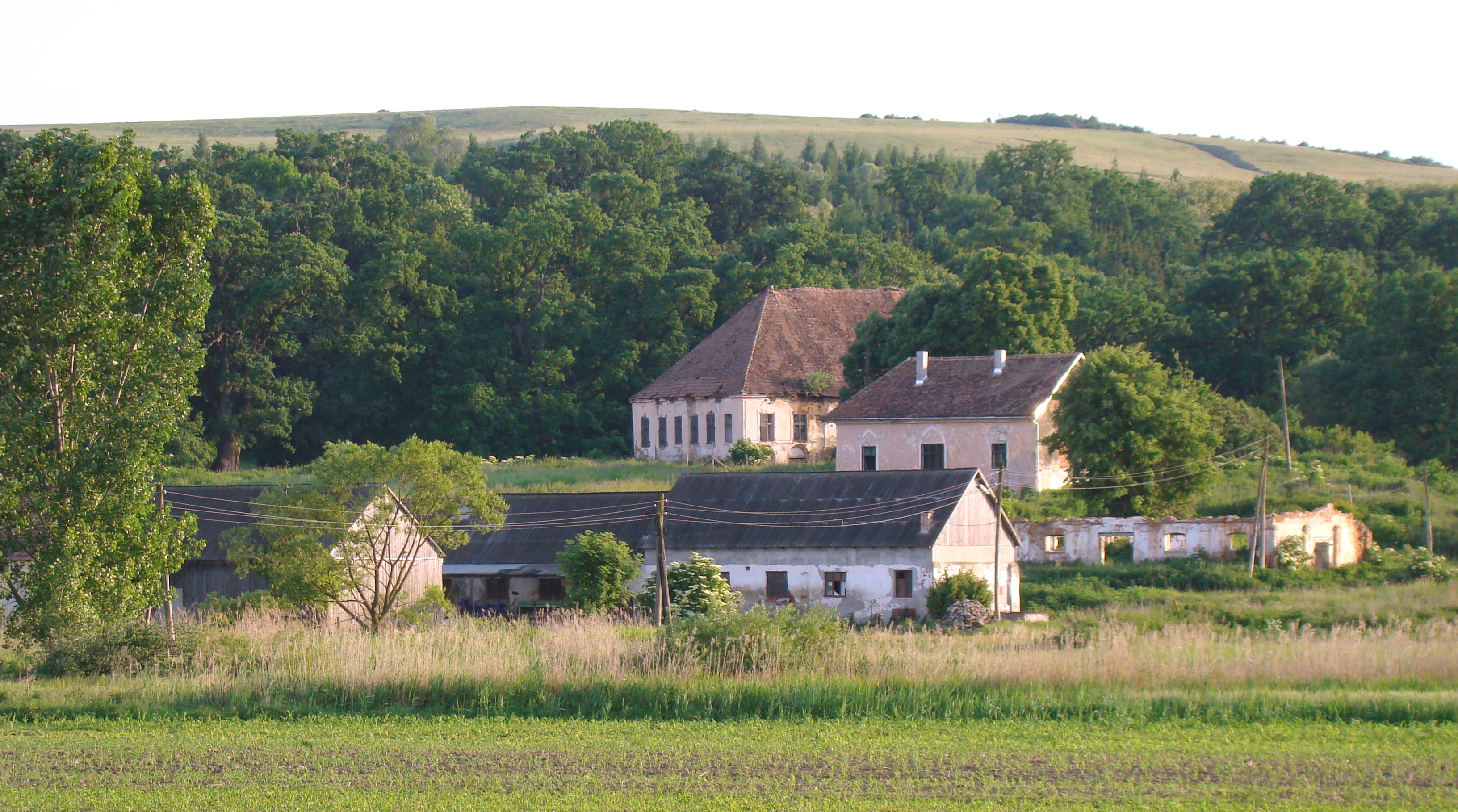
Castelul Somsics din satul Chendu (monument istoric)
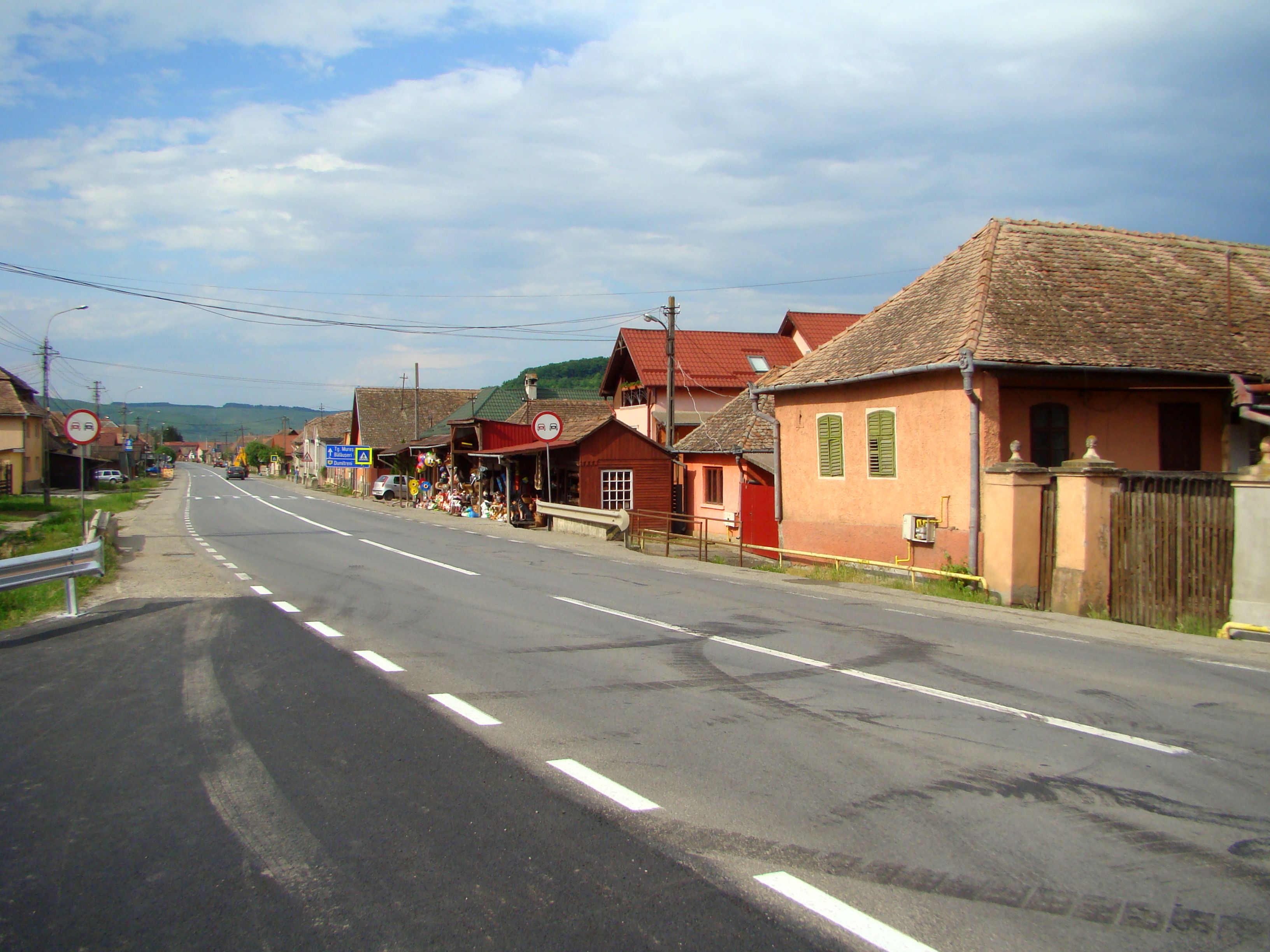
Chendu Mare
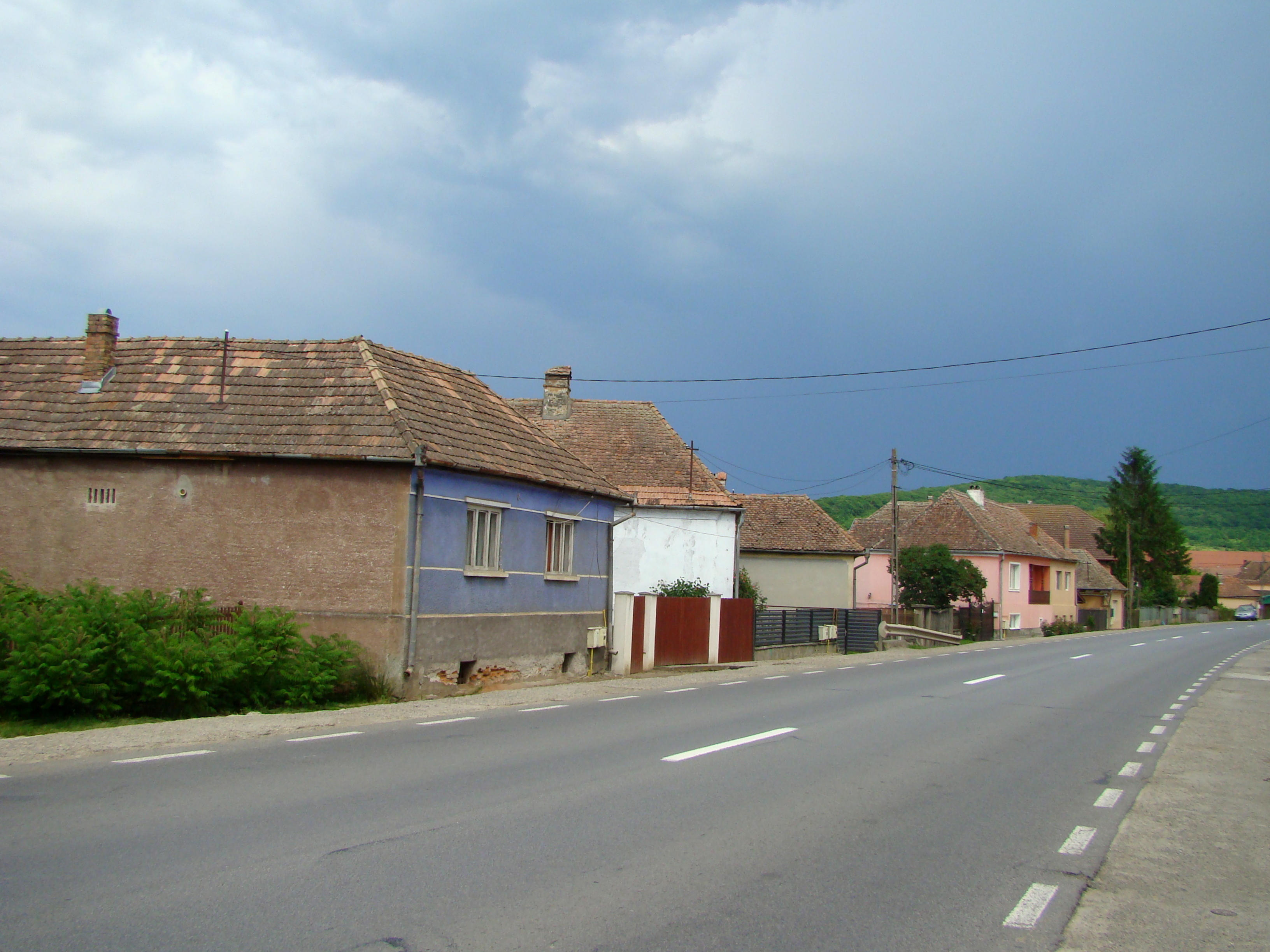
Chendu Mic
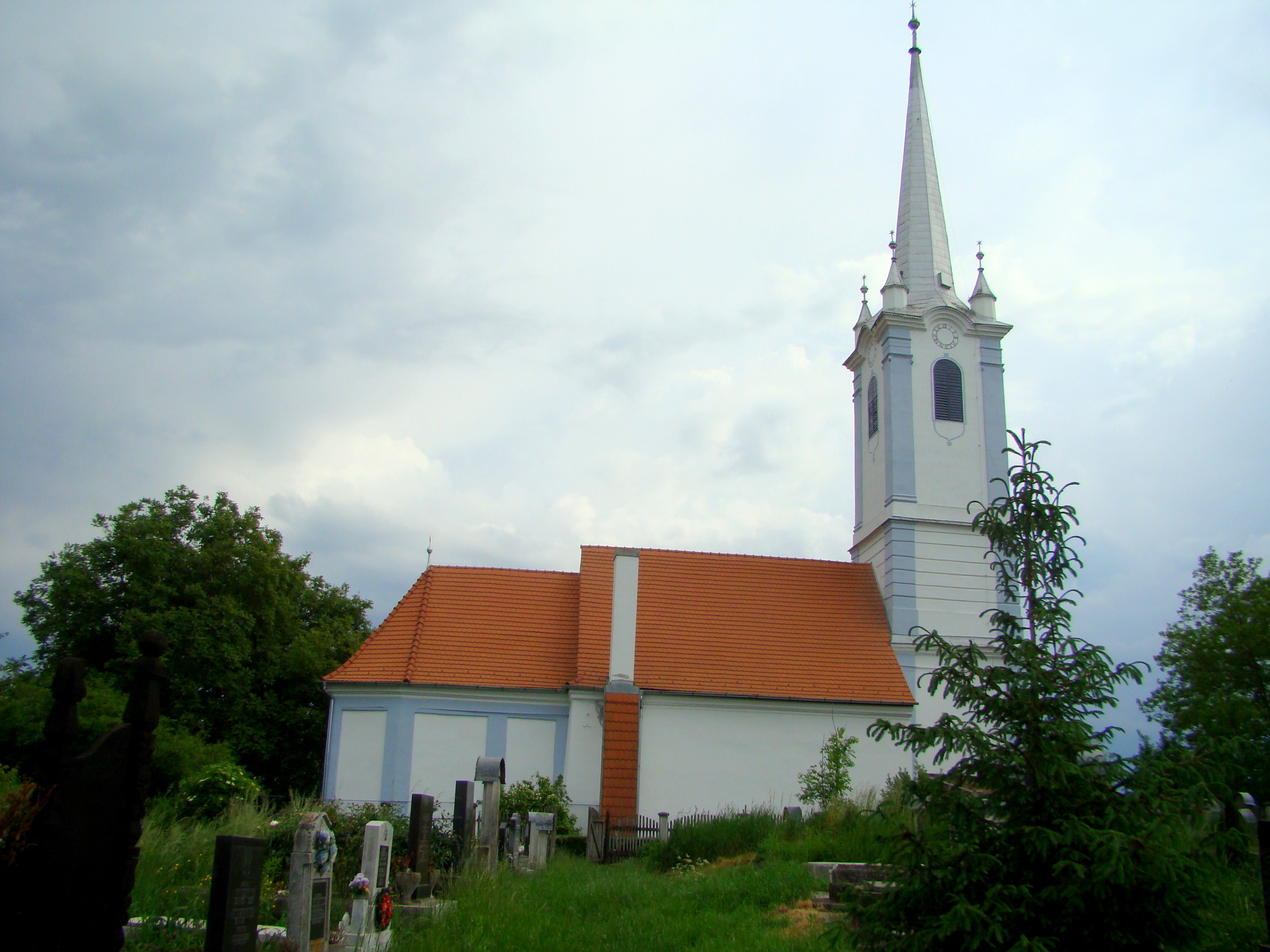
Biserica reformată din Chendu Mare
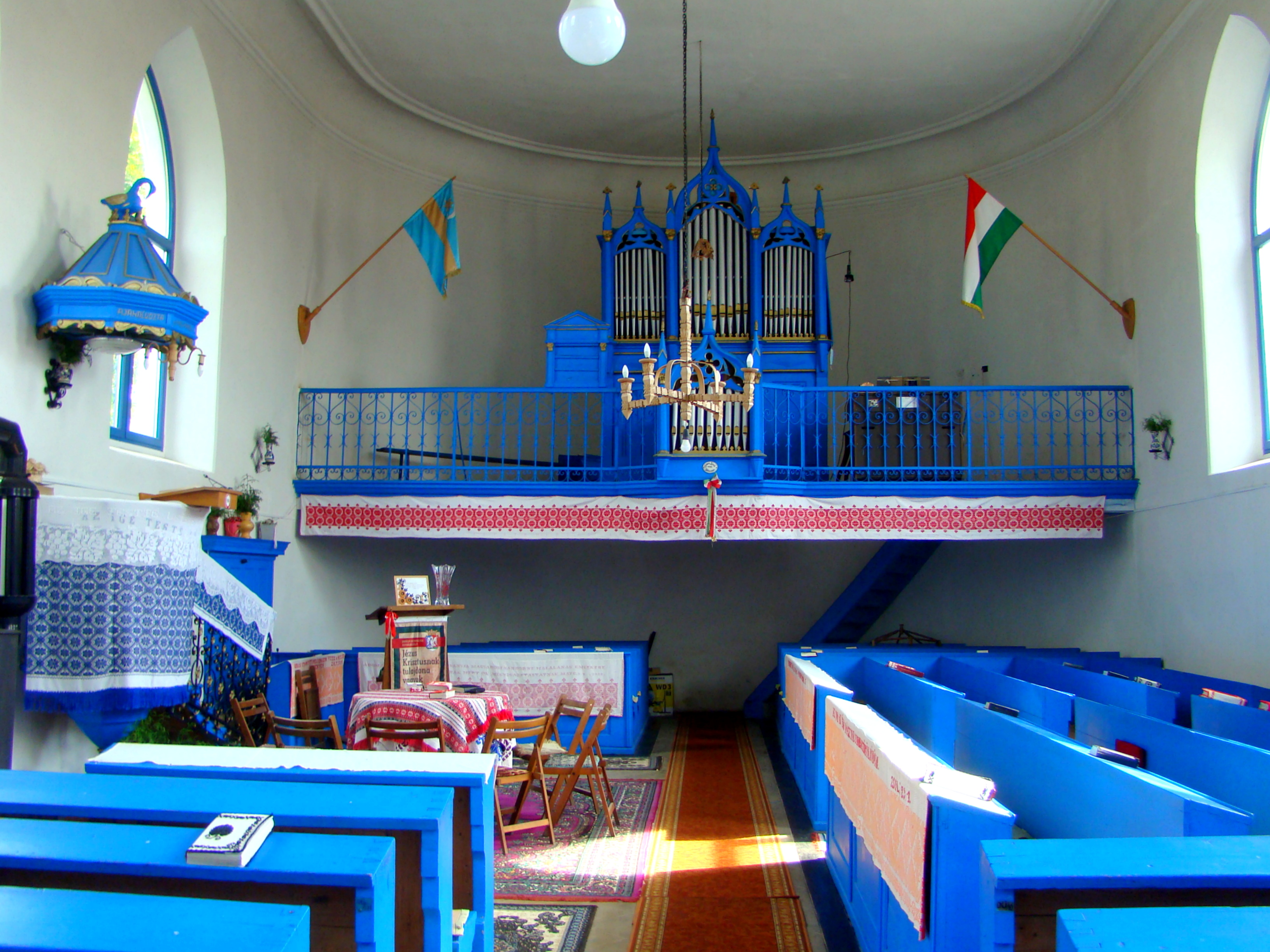
Biserica reformată din Chendu Mic
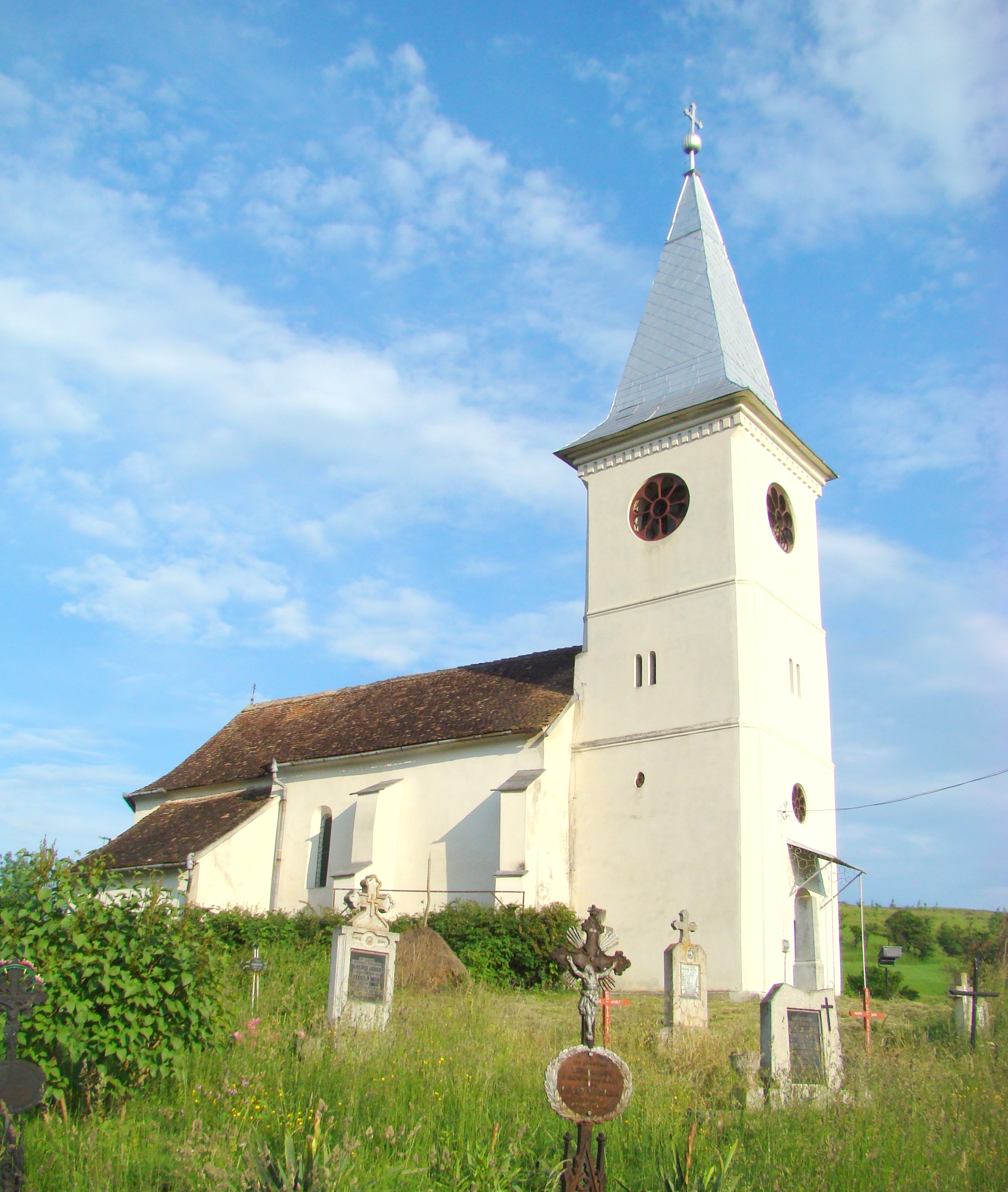
Biserica romano-catolică din satul Dumitreni (monument istoric)
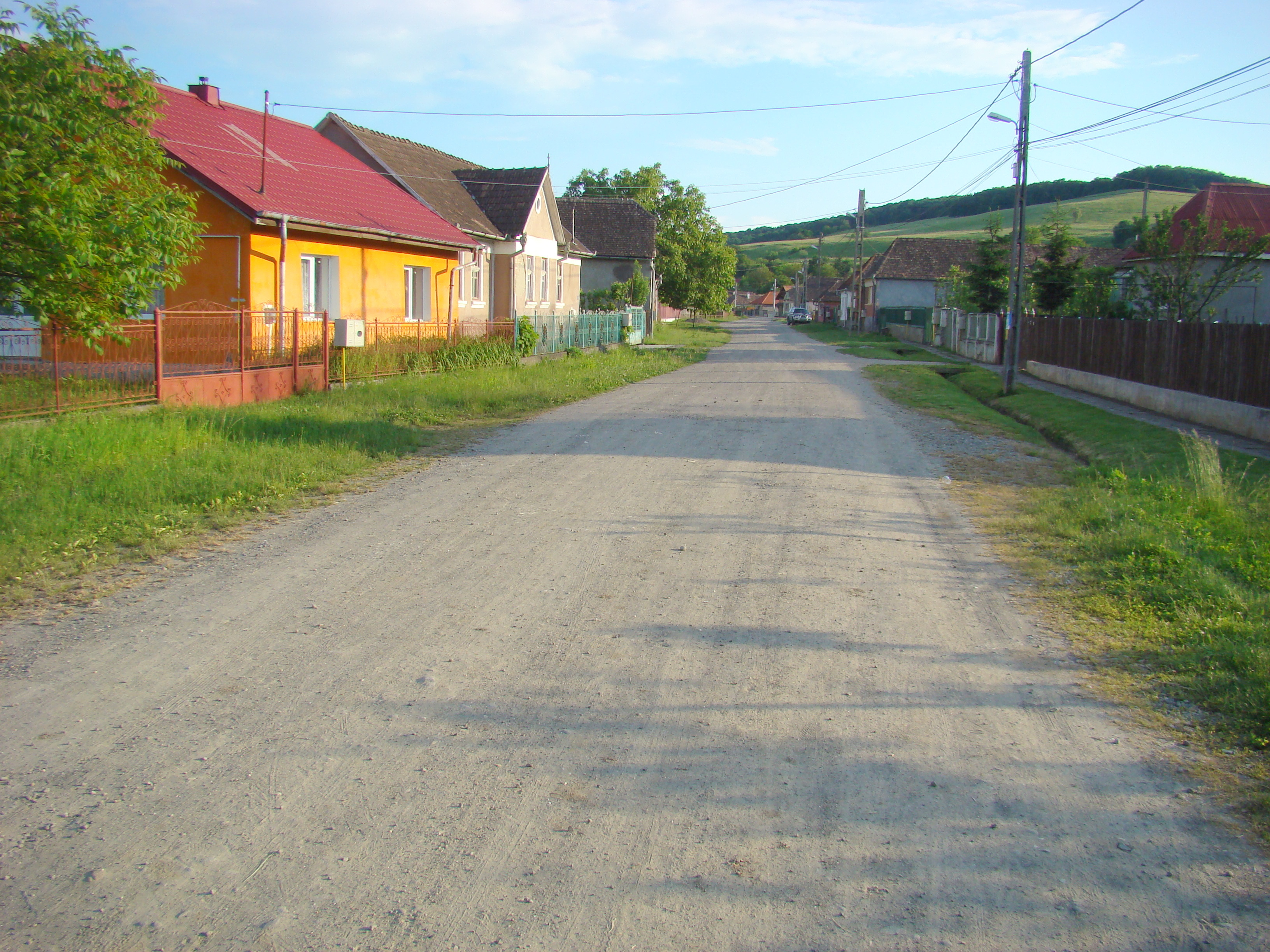
Satul Dumitreni
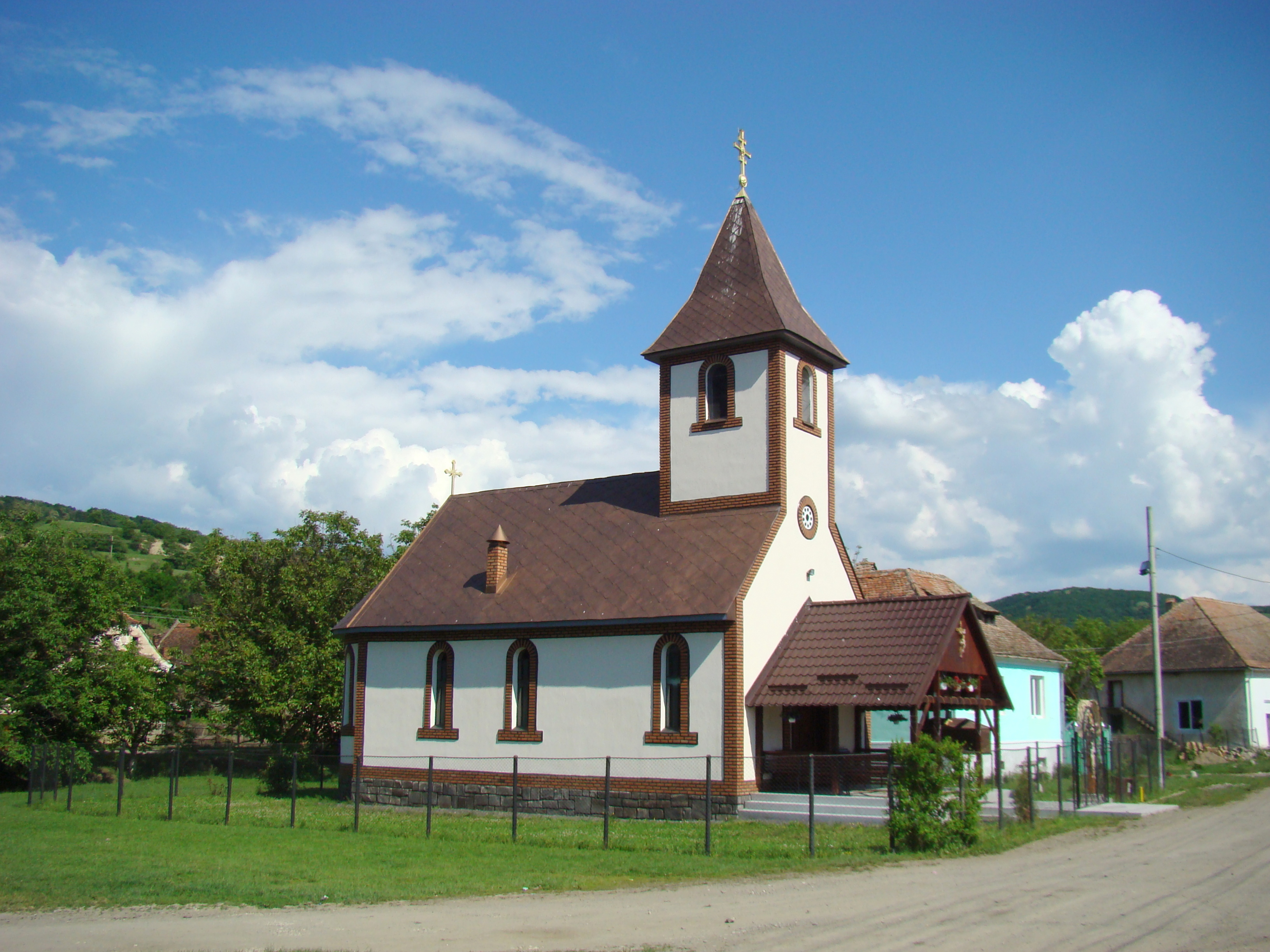
Biserica ortodoxă din satul Filitelnic
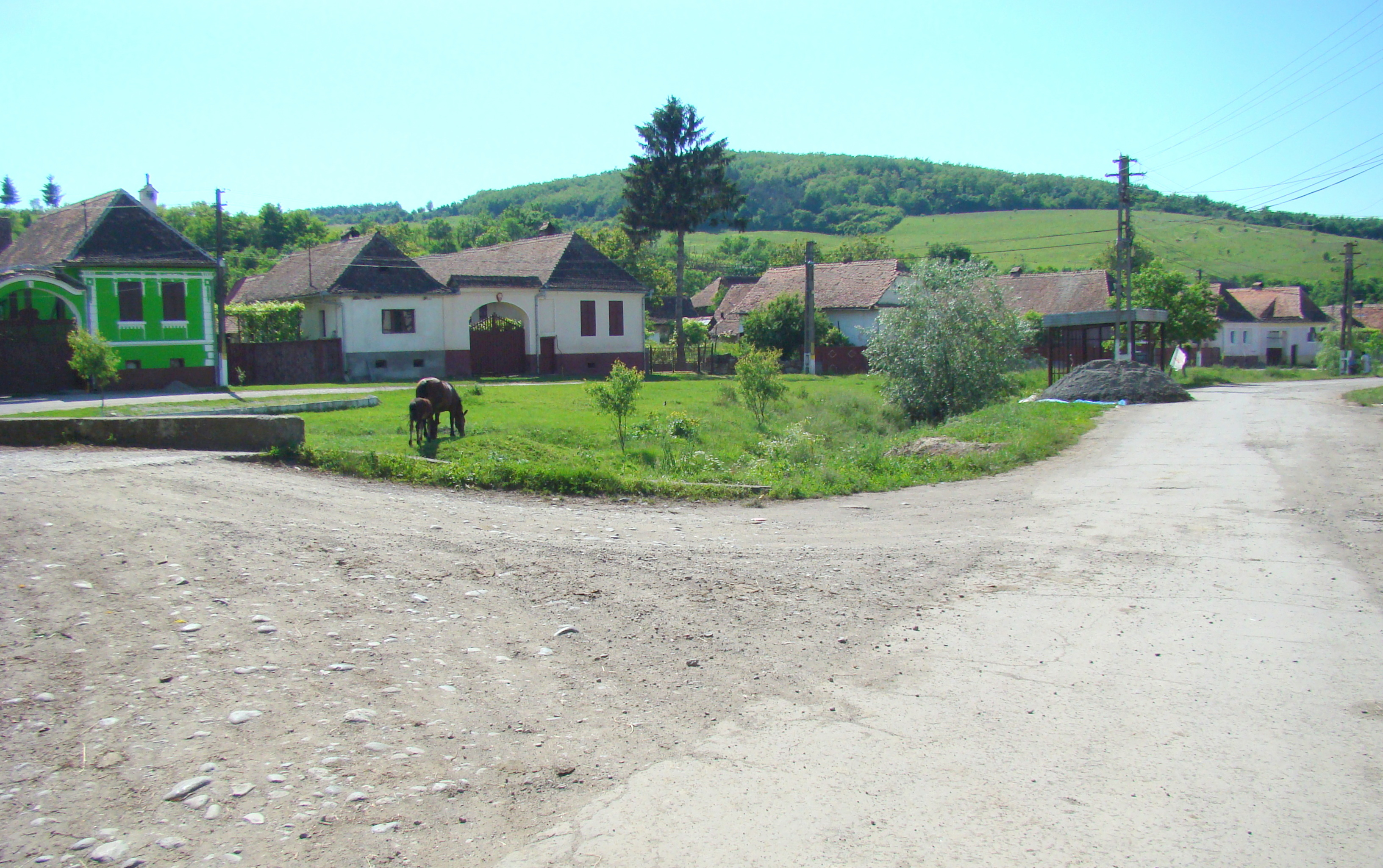
Satul Filitelnic
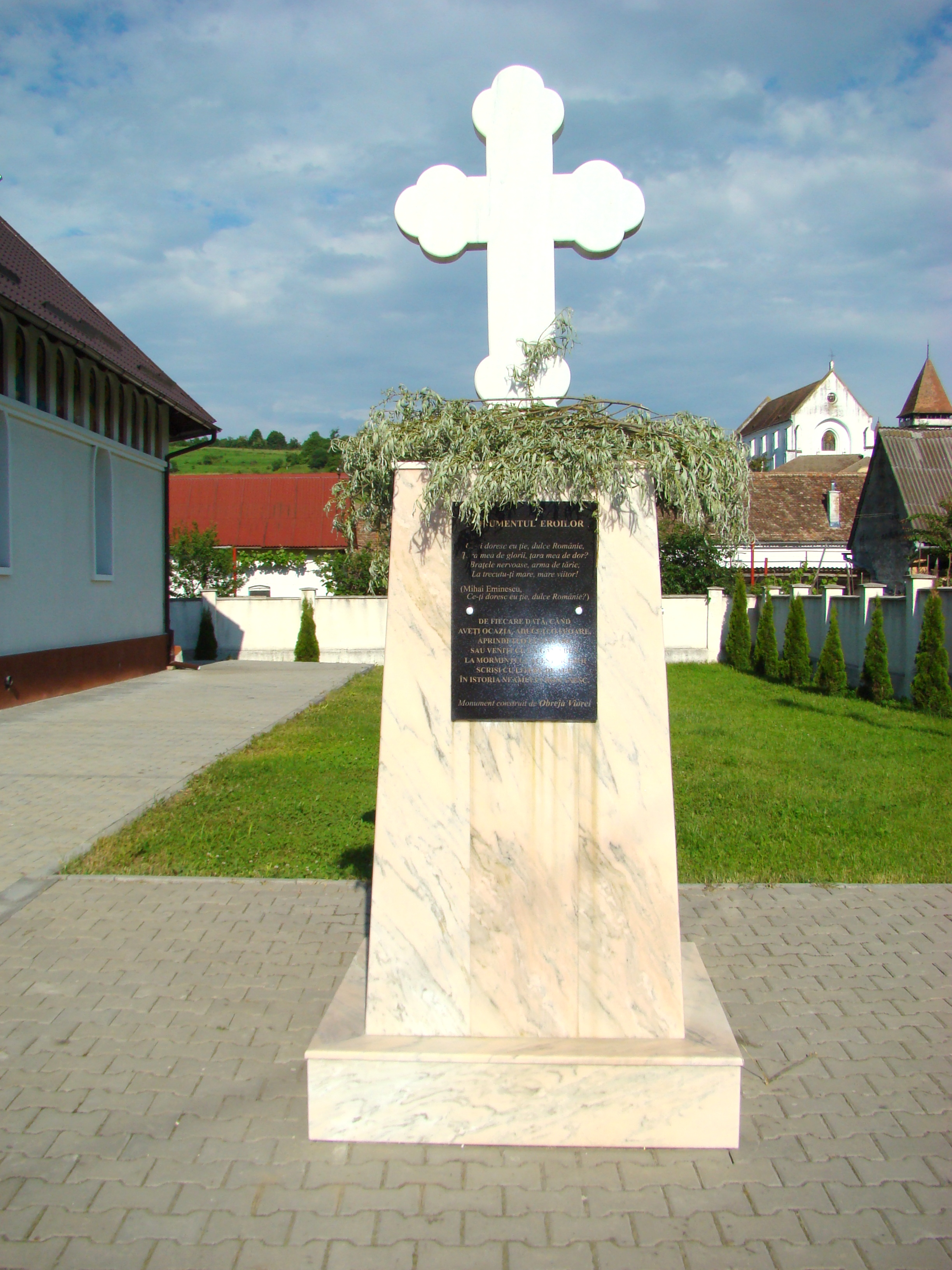
Monumentul eroilor din Senereuş
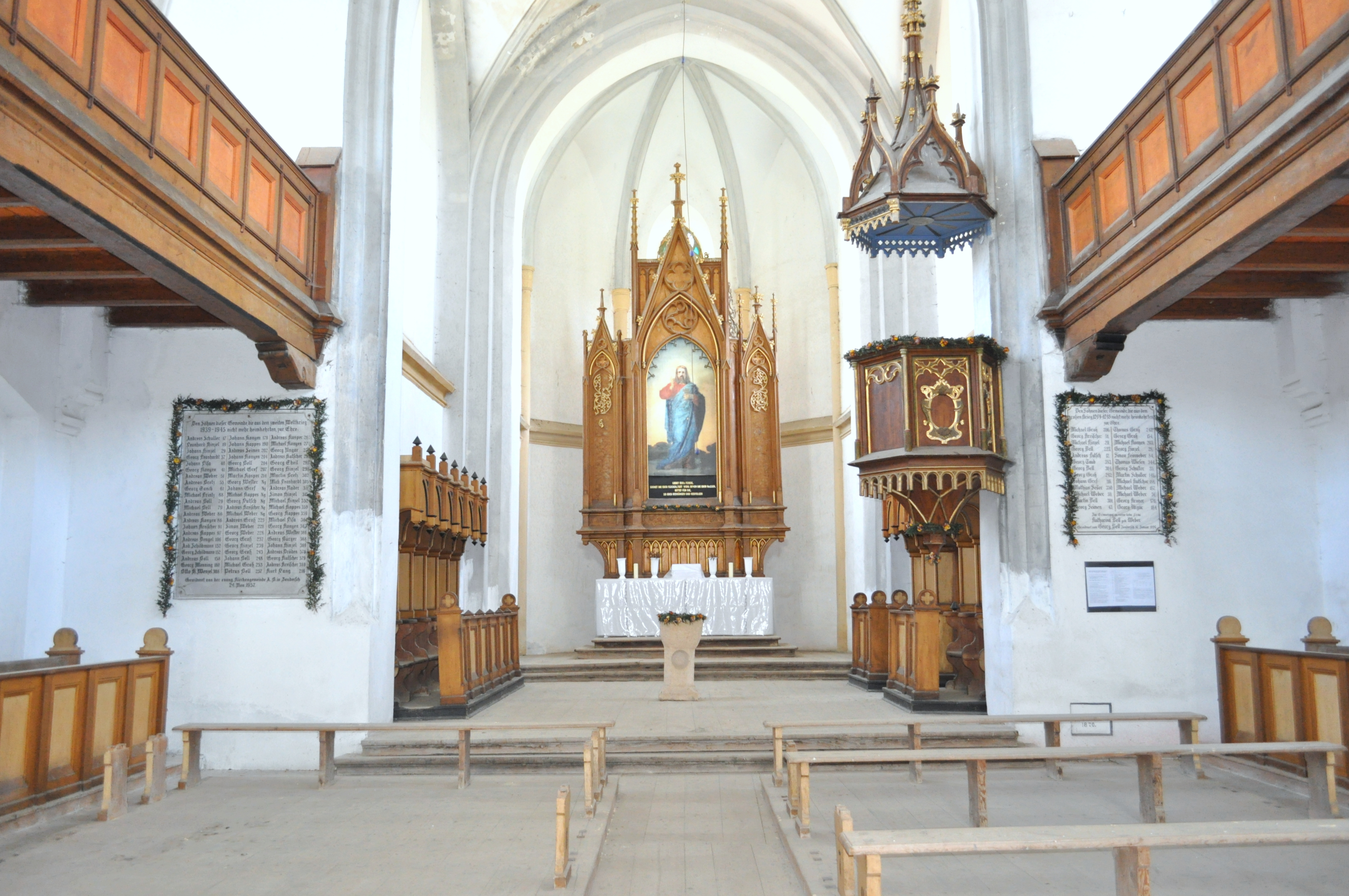
Biserica evanghelică din satul Senereuș (monument istoric)